# Attacus atlantis
Attacus atlantis är en fjärilsart som beskrevs av Embrik Strand 1913. Attacus atlantis ingår i släktet Attacus och familjen påfågelsspinnare. Inga underarter finns listade i Catalogue of Life.